# اوگن راجرز
اوگن راجرز (به انگلیسی: Eugene Rogers) (زادهٔ ۱۷ فوریهٔ ۱۹۲۴) شناگر اهل ایالات متحده آمریکا است.